# Дасье, Анна
Анна Дасье (фр. Anne Dacier, урождённая Лефевр фр. Lefèvre, часто просто Мадам Дасье; 1654, Сомюр — 17 августа 1720, Париж) — французский филолог-классик и переводчица

. Дочь известного филолога-классика Таннеги Лефевра, жена его ученика, филолога-классика Андре Дасье.

## Биография
После смерти своего отца в 1672 года переехала из Сомюра в Париж, причём, приехала не с пустыми руками, а привезла с собой уже подготовленные к изданию материалы нового перевода поэзии Каллимаха. В Париже Анна Лефевр вместе с Андре Дасье работала над редактурой новых изданий римских авторов. В 1683 году они поженились.
С 1681 года появляются прозаические переложения Анны Дасье из древнегреческой и римской поэзии и драматургии: стихи Сафо и Анакреона, пьесы Аристофана, Теренция и Плавта и, наконец, гомеровский эпос — «Илиада» (1699) и «Одиссея» (1708). Эти переводы Дасье впервые сделали поэзию Гомера доступной значительной части французского образованного общества.
Именно вокруг адаптации гомеровских переводов Дасье возникла её известная полемика с Антуаном Ударом де Ламоттом. Ламотт, посещая знаменитый парижский литературный салон маркизы де Ламбер, подготовил и в 1714 году опубликовал стихотворное переложение «Илиады» в переводе Дасье, значительно сократив и изменив его (12 песен из 24 были выпущены, остальные сильно переработаны). В предварявших перевод «Рассуждениях о Гомере» Ламотт писал, что современная литература по сравнению с античной ушла далеко вперёд, а потому следует приблизить античные шедевры к духу современности, упрощая и делая более удобопонятными стиль и форму. Ответ Дасье, которую маркиза де Ламбер также охотно принимала в своём литературном салоне, в памфлете «О причинах порчи вкуса» (фр. Des causes de la corruption du goût) появился в том же году и был весьма резок по форме. Ламотт, не приняв публицистического тона Дасье и уклонившись от обострения тона дискуссии, ответил книгой 1716 года: «Возражения на критику», а Жан Террасон, также бывший завсегдатаем салона маркизы де Ламбер, его поддержал с философских позиций. Итог дискуссии подытожил Клод Бюфье своей примирительной работой «Гомер на суде», отметивший, что на собственные достоинства Гомера и его поэзии не покушалась ни одна сторона. 5 апреля 1716 года на званом ужине Ламотт и Дасье встретились и подняли бокал в честь Гомера, на чём публичная полемика была завершена, хотя каждый из них остался при своём мнении.